# Jacob Rabjerg
Jacob Rabjerg (født 1996) er organisatorisk næstformand for KDup og var ved Folketingsvalget 2015 kandidat for Kristendemokraterne i Vestjyllands Storkreds.
Til daglig er han voluntør i Jerusalem. Han var aktiv i KD's valgkamp til Skolevalget i 2014 og har bl.a. markeret sig uddannelsespolitisk som modstander af Skolereformen.
Ved Folketingsvalget i 2015 var han den yngste kandidat på landsplan, og overtog således titlen efter Isabella Arendt Laursen.